# 永安郡 (建义)
永安郡，中国十六国南北朝时设置的郡。
北魏建义元年（528年）置永安郡，属晋州，治所在永安县（今山西霍州市）。辖境相当今山西霍州市及洪洞县地。东魏、北齐沿置，北周下辖永安县、杨县。隋文帝开皇三年（583年）废永安郡，永安县后来改为霍邑县、杨县改为洪洞县。 